# Melita Football Club
Il Melita Football Club, meglio noto come Melita, è una società calcistica maltese con sede nella città di San Giuliano. Nella stagione 2025-2026 milita nella Challenge League, la seconda divisione del campionato maltese.

## Storia
Fondato nel 1933, il club ha partecipato per nove volte alla massima divisione maltese. Prima dell'ultima promozione nel 2024, l'ultima partecipazione nella prima divisione calcistica dell'isola risaliva alla stagione 2012-2013.

## Palmarès

### Competizioni nazionali
- Coppa di Malta: 1

1938-1939
- First Division: 2

2011-2012, 2023-2024
- Third Division: 1

2003-2004

### Altri piazzamenti
- Campionato maltese:

Secondo posto: 1938-1939
Terzo posto: 1939-1940
- First Division (Malta):

2008-2009
- Coppa di Malta:

Finalista: 1939-1940